# Montefiascone
Montefiascone è un comune italiano di 12 994 abitanti della provincia di Viterbo nel Lazio.

Belvedere di Montefiascone con il Lago di Bolsena

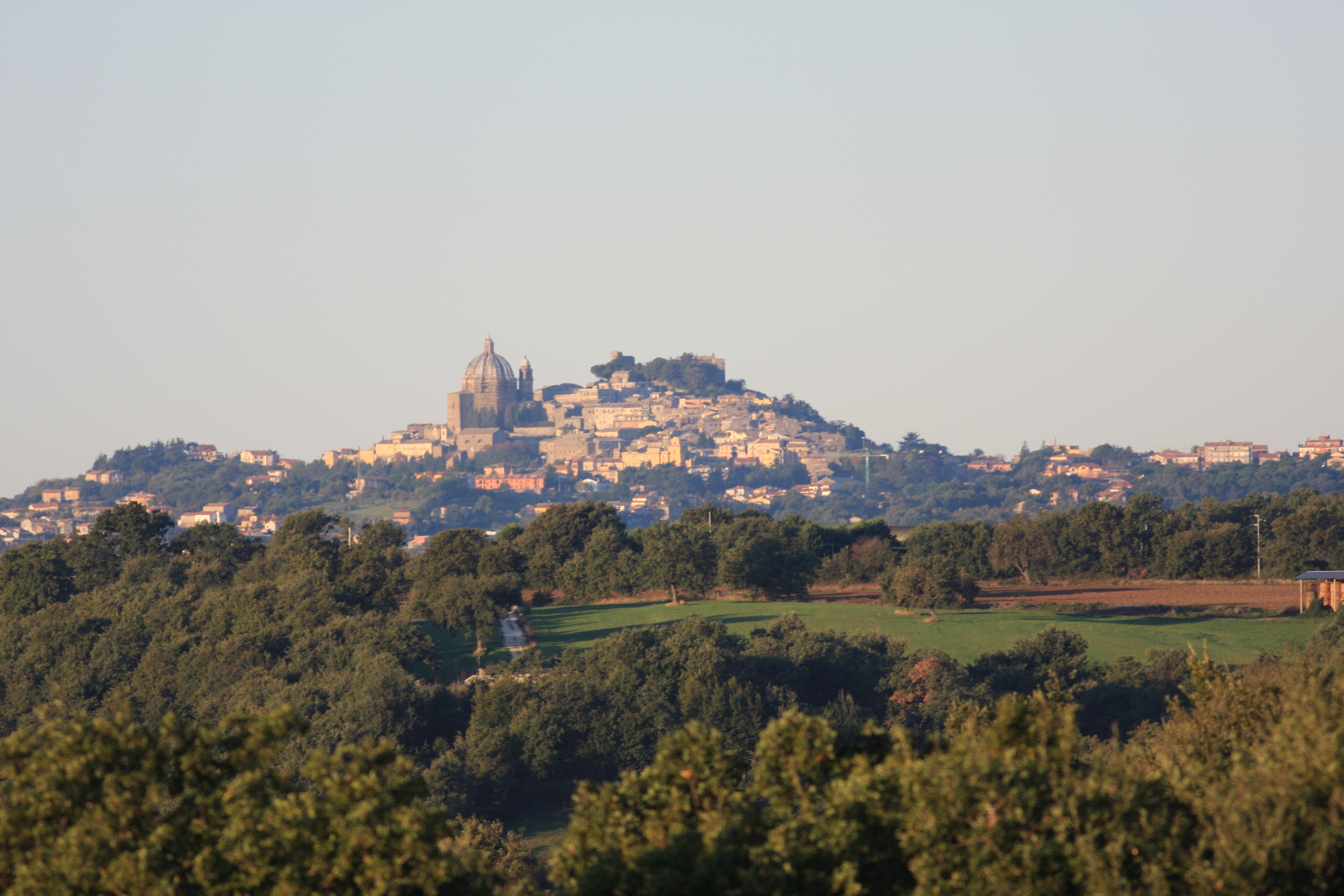
Scorcio di Montefiascone da Castel Cellesi

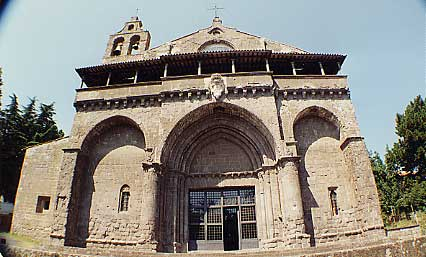
Chiesa di San Flaviano (Montefiascone)

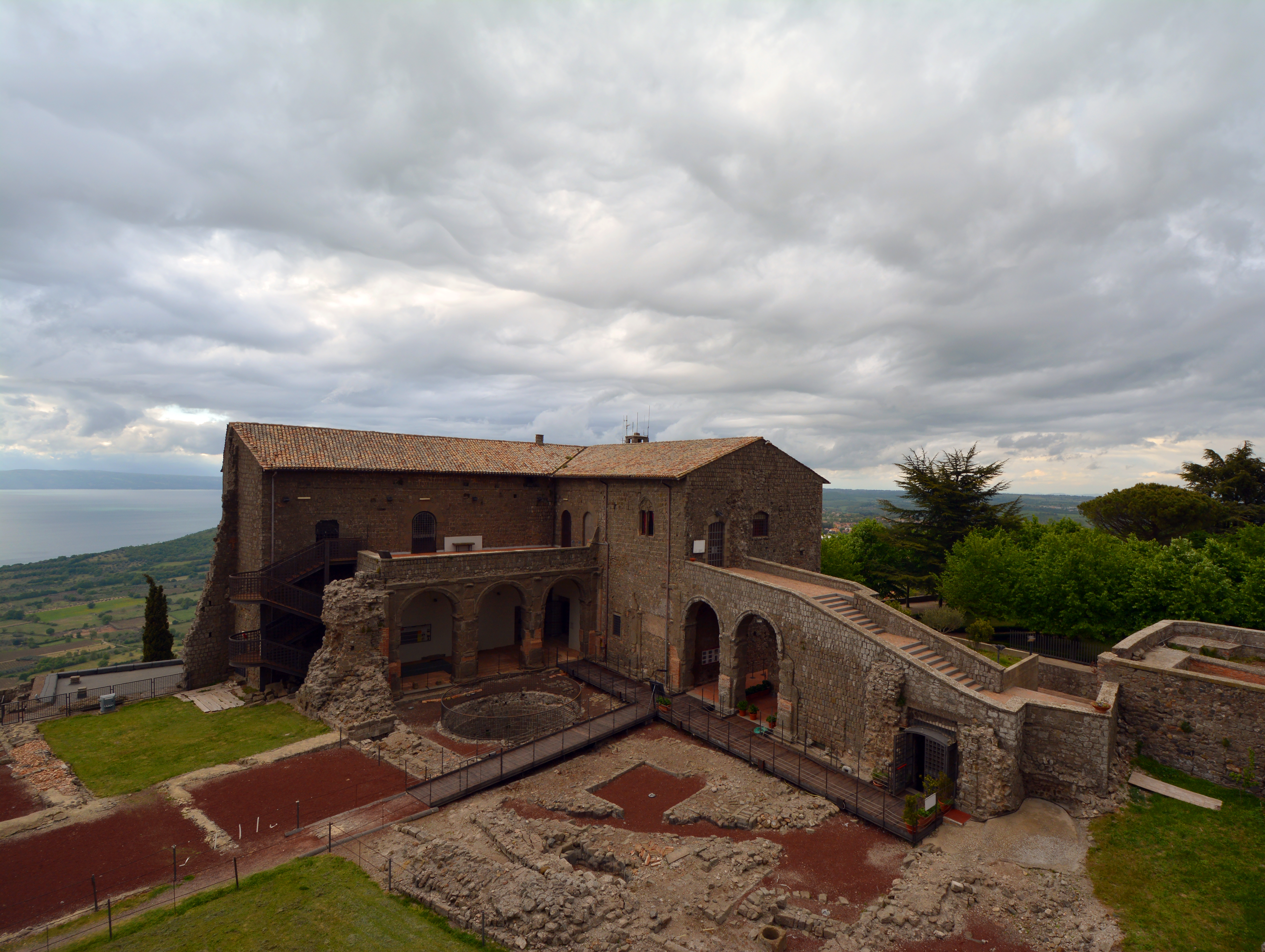
Rocca dei Papi

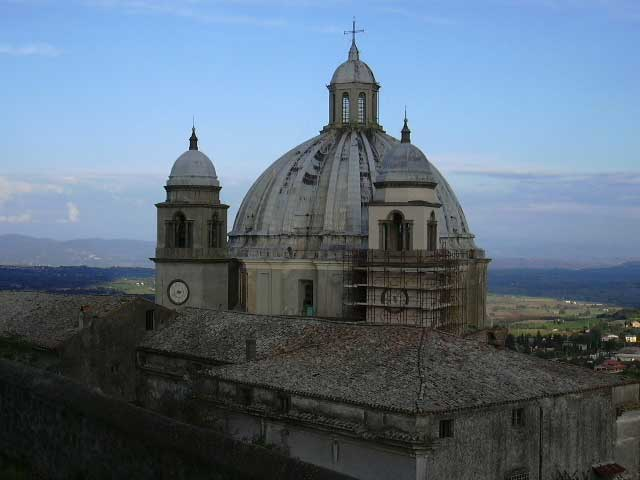
Cattedrale di Santa Margherita

## Geografia fisica

### Territorio
Collocato sul versante sud-orientale della catena dei Monti Volsini, Montefiascone è, in tutta la provincia di Viterbo, il comune con maggiore altitudine, superando i 600 m s.l.m. nella zona del "Belvedere" e della dominante Rocca dei Papi (633 m s.l.m.) da dove si può godere di un'ampia vista sul lago di Bolsena e la piana di Viterbo. In giornate terse è possibile notare gran parte dell'Appennino centrale e il mar Tirreno.
Difatti, il colle su cui sorge la cittadina si affaccia direttamente sul lago, antica caldera poi riempitasi d'acqua, che ha avuto origine dall'esplosione di un possente vulcano in tempi preistorici. Il territorio, ricco di materiali di origine lavica come il tufo, ha favorito lo sviluppo della coltivazione della vite. Grazie a questo, Montefiascone è conosciuto per la sua produzione enologica anche aldilà dei confini locali.
A livello geografico, Montefiascone si trova a nord rispetto a Viterbo, molto vicino all'Umbria (Orvieto dista solamente 40 minuti in macchina) e alla Toscana. Dal lago di Bolsena dista appena 5 km e non è lontano dal monte Amiata. A livello amministrativo, il comune è diviso in sette frazioni principali: Coste, Grazie, Mosse, Zepponami, Fiordini e il Lungolago. La via Francigena attraversa parte del suo territorio.
La cittadina è da sempre un centro di produzione agricola e vinicola, circondato da notevoli risorse paesaggistiche e naturali.

### Clima
- Classificazione climatica: zona E, 2467 GR/G; la cittadina presenta un clima temperato, con una temperatura media annuale di 13,1 °C. Le estati generalmente non sono mai troppo calde e afose mentre gli inverni sono di solito miti con qualche nevicata soprattutto nei mesi più freddi dell'anno (gennaio e febbraio).

## Origini del nome
Le radici del toponimo Monte Fiascone, dove "monte" è probabilmente dovuto alla natura collinare dell'abitato, mentre “fiasco” è termine medioevale di origine gotica; perché il termine fiasco sia stato associato al paese collinare vi sono varie ipotesi, ma rimane sostanzialmente sconosciuto.
Per almeno tre secoli, dal XVI al XIX, il nome d’origine di Montefiascone, il genuino già da sette secoli Monte del Fiasco- Monte Fiasco, apparso per la prima volta in un documento del IX secolo (mons Flasconis), venne gratuitamente associato, interpretato, per semplice similitudine del nome, da alcuni umanisti rinascimentali (Flavio Biondo, Leandro Alberti, poi altri sull’esempio), come mons Faliscorum, cioè monte dei falisci, identificando la città con l’antica Falerii (soprattutto l’Alberti), che invece era in loco dell’odierna Civita Castellana. È nel 1853 che per primo, l’illustre Francesco Orioli, di madre montefiasconese, con un lungo articolo su una rivista culturale romana (L’Album, Giornale Letterario e di Belle Arti, anno XX) ridicolizzò energicamente tale derivazione, in quanto vezzo degli umanisti del periodo rinascimentale, quello attribuire antiche origini alle città, non solo italiane (“Rispetto al Falisco l’errore è più radicato, come quello che ha radice vecchia di già quattro secoli, quando tutta Italia, per non dir mezza Europa cominciò ad essere infetta dalla mala epidemia per la quale non vi fu città, terra, o castello, che non volesse darsi ad ogni patto, anco nel nome, una origine classica.”); confutazione ripresa poi sulle pagine dell’Illustrazione Italiana, nel 1898 dall’archeologo Luigi Savignoni
Derivazione impropria solo di alcuni umanisti, poiché Raffaele Maffei-Il Volterrano (1552) vedeva correttamente i falisci a Civita Castellana e dintorni, cosi come  (Dizionario-Biografico Antonio Massa(1546); derivazione peregrina facilitata dal fatto che le ricchissime archeologie dell’antica Falerii (Civita Castellana), non erano state ancora scoperte, cosa che comincerà nel XVIII secolo, e la classe ‘colta’ di Montefiascone impose alla popolazione tale origine senza alcun spirito critico (la famiglia di Falisco Falisci volle pregiarsi del cognome Falisci, dopo l’obbligo avere un cognome imposto dal Concilio di Trento 1563). Ma se gli storici antichi, come Tito Livio (Ad Urbe Condita, libro V), Ovidio (negli Amores), parlano di Falerii, città conquistata definitivamente dai Roma nel 241, delle guerre e dei costumi dei falisci, il geografo greco dello stesso periodo, Strabone, nella sua Geografia (Strabone), libro V, identificò esplicitamente Falerii sulla via Flaminia tra Orticoli e Roma, molto lontano da Montefiascone, Plinio il vecchio ugualmente nella sua Naturalis Historia, libro VII, li vede in quell’area circa i riti sul monte Soratte. Quindi gli errori, la superficialità, la gratuità degli umanisti in questione, e di chi gli diede credito, è più che evidente.
Sul finire del ‘700, lo storico montefiasconese Francesco Maria Pieri (1788), è ancora ostinatamente aggrappato all’idea di Montefiascone come capitale di vasto territorio falisco, mentre nel secolo successivo don Girolamo Delino De Angelis (1841), da una prima posizione equidistante, quasi riconosce poi Civita Castellana e Gallese come patria dei falisci. Nella sua ‘Storia di Montefiascone’ (1870) Luigi Pieri Buti, riduce le pretese, intravedendo il paese solo ‘inseminato’ da falisci, in fuga dopo la presa romana di Faleri nel 241 a.C., ma senza alcun riscontro; tesi dubitativa di Mercurio Antonelli (Montefiascone, 1863-1940), con due acritiche e brevi note del 1896 e 1931. Risulta altresì improbabile che i romani, che già avevano conquistato l’area vent’anni prima (presa di Velzna 264 a.C.), concedessero ai potenti nemici di sempre, insediarsi su una rocca. Come è noto avevano invece deportato i falisci su un pianoro indifendibile, distante cinque chilometri da Falerii-Civita Castellana, dove fondarono una nuova grande città romana (Falerii novi).
Più recentemente, gli storici locali contemporanei, dagli anni ’80 del novecento, Gabriele Bartolozzi Casti, Giancarlo Breccola, Marcello Mari, hanno in diverso modo definitivamente escluso l’esistenza di falisci a Montefiascone. Pur tuttavia termini come ‘Colle falisco’, Agro falisco’, continuano ancora ad essere impropriamente usati nel paese.

## Storia

### I primi abitanti e gli Etruschi
Al periodo etrusco risalgono due aree templari sacre, rispettivamente nella località di Cornos (in riva al lago e chiamata dai locali anche Cornosse) e alla Rocca. Tracce di civiltà più antiche sono state rinvenute tra Montefiascone e Viterbo, più precisamente nella zona del Rinaldone, sede della civiltà eneolitica. Nel luogo ove si trova la Rocca fortezza sono stati rinvenuti i resti di un insediamento protovillanoviano, databile intorno al IX secolo a.C.-VIII secolo a.C.

### I Romani
Montefiascone conobbe migliori fortune nel periodo romano, grazie ad un efficiente sistema viario (un esempio è la via Cassia, costruita tra il 170 e il 150 a.C.), facilitato proprio dalla carenza di fenomeni urbani rilevanti da parte degli etruschi. Alcuni ritrovamenti nella zona della basilica di San Flaviano farebbero pensare che il nucleo iniziale romano si trovasse proprio in questa area. Sono stati ritrovate tracce di mausolei, necropoli e numerose lapidi.
Nella copia della Tabula Peutingeriana romana, della seconda metà del IV secolo (ca. 375 d.C.) evidenzia una tacca sulla Cassia proprio all’altezza della posizione di Montefiascone, come probabile stazione di posta di media grandezza.

### Alto medioevo. Primi documenti.
Per avere un documento che identifichi il nome di un nucleo abitativo, bisogna arrivare al 801 dove nel documento no 169 del Regesto di Farfa compare la denominazione «Vicus» o «Burgus Sancti Flaviani» o «Burgus Flavianus» dove troviamo un Gulfario, figlio di Gumperto che abitava in Vico Flaviano, nella parte bassa del paese, dove è l’attuale chiesa del santo.
Nell'epistola di Leone IV al vescovo di Tuscania Virbonus dell'anno 853 troviamo, oltre il «burgus Beati Flaviani», la comparsa del toponimo «mons Flasconis», scritto con le due parole divise e la «m» di «mons» minuscola. Era iniziato un periodo di coesistenza dei due toponimi, nei possedimenti della diocesi, alla quale il territorio della cittadina apparteneva. Abbiamo così notizie del convento di San Pietro "in Vico pergulata", delle scomparse chiese di Santa Maria e Sant'Agnese, di cui rimangono le tracce di fondazioni, della chiesa di San Pancrazio in Nocerina e di Sant'Andrea, inizialmente posta all'interno delle mura cittadine.

### Basso Medioevo
Nel basso medioevo il centro, insieme con la sua piccola fortezza, inizia ad assumere notevole importanza strategica, in virtù della sua posizione dominante sulla vallata. Nel 1058 vi si reca il papa Stefano IX, e nel 1065 l'esercito della contessa Matilde. Il 15 giugno 1074 Papa Gregorio VII incontra la stessa contessa Matilde e la madre Beatrice, sue preziose alleate, a San Flaviano. La fortezza viene messa sotto assedio nel 1093 da Enrico IV, ma i conti Farnese, Ildibrandini e di Bisenzio la difendono energicamente.
Nel 1111, Enrico V e la sua corte passano per Montefiascone, diretti a Roma per la consacrazione papale del sovrano: secondo la leggenda, Johannes Defuk sarebbe proprio al suo seguito quando viene "conquistato" dalla bontà del vino locale.
Successivamente, anche l'imperatore Federico Barbarossa si reca a Montefiascone (1185), consapevole dell'importanza strategica della fortezza.

### Il periodo di splendore
Negli anni seguenti Montefiascone divenne uno dei più importanti centri della chiesa. Papa Innocenzo III, nel XIII secolo, costituì il patrimonio di San Pietro, facendosi forte delle promesse incompiute di Pipino e Carlo Magno. Innocenzo visitò Montefiascone per la prima volta nel 1207. Egli ne rinforzò la Rocca, munendola di un muro di cinta. Tre anni dopo la venuta del papa, Ottone IV occupò Montefiascone e vi instaurò il suo quartier generale. Nel 1222 passò di qui San Francesco, e vi lasciò uno dei suoi seguaci, frate Morico da Viterbo, affinché iniziasse i cittadini al suo modo di intendere e vivere il Vangelo.
Nel 1267, il paese fu invaso per un breve periodo dai ghibellini. Papa Martino IV soggiornò ininterrottamente alla Rocca, e la abbellì tanto da farla diventare una reggia. Sembra che il pontefice fosse estremamente goloso delle anguille pescate nel lago di Bolsena, e per questo motivo Dante lo pose in Purgatorio, nella cornice dei golosi. Nel 1315 la fortezza fu messa sotto assedio a causa di una disputa con un vicario rettore di San Pietro. I ghibellini (sostenitori dell'imperatore) vinsero, e derisero gli sconfitti. La vigilia di Natale fu tenuto un processo a carico dei prigionieri, e ci furono condanne pesanti.
Nel 1321 papa Giovanni XXII, da Avignone, ordinò che si coniasse nella Rocca una nuova moneta, la "papalina" o "paparina". Nel periodo della cattività avignonese non abbiamo pontefici a Montefiascone, ma vi soggiornano per anni i loro legati, che li sostituivano alla guida del governo. Uno di essi fu il cardinale spagnolo Egidio Albornoz. Nelle sue missioni in Italia dal 1353 al 1357 e dal 1358 al 1367 risiedette in prevalenza a Montefiascone. Trascorse tutto il suo primo inverno in Italia all'interno della Rocca, predisponendo piani di battaglia e accattivandosi più alleati possibili. Si dice che in questo periodo la fortezza fosse inespugnabile.
Quando Urbano V salì al soglio pontificio, l'Albornoz aveva quasi del tutto restaurato lo stato pontificio. Il 30 aprile 1367 la sede papale fu riportata da Avignone a Roma. In seguito, furono intrapresi dei lavori per abbellire ulteriormente la Rocca, ed Urbano V vi risiedette nelle estati del 1368, 69, 70. Il 9 ottobre 1368 ritornò a Roma per incoronare Carlo IV.
Nel 1463 la Rocca aveva ormai perso il suo prestigio, poiché la sede del regno pontificio era stata spostata prima a Viterbo, e poi definitivamente a Roma. Papa Pio II, visitandola, la descrive: "...il palazzo fu costruito come una fortezza, con saloni, sale da pranzo, stanze da letto convenienti alla dignità di un papa, ma ora è in parte cadente, sia per vecchiaia che per incuria...".

### Il Rinascimento e il declino

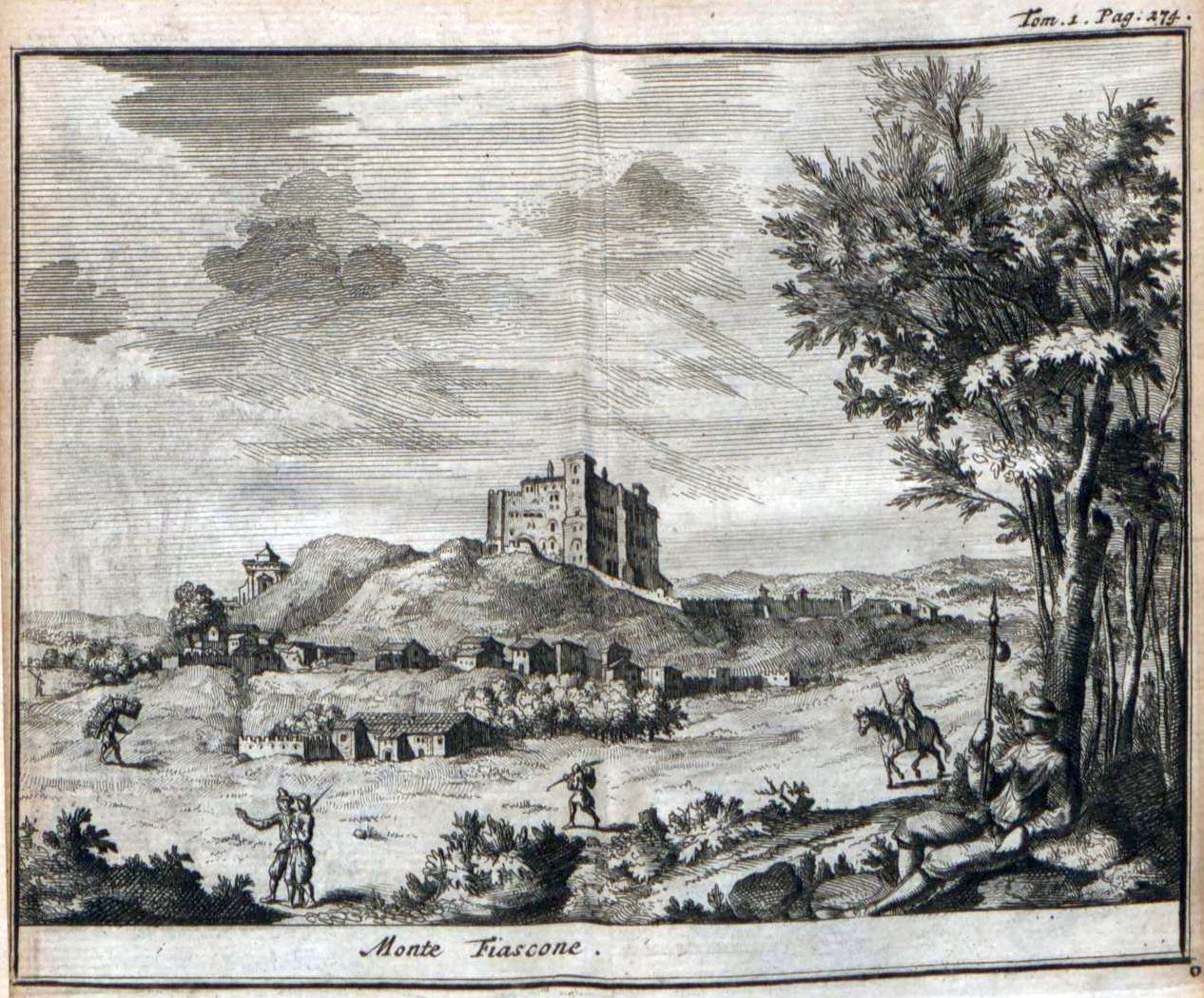
Montefiascone. Tavola tratta da Delices de l'Italie, 1709

Nel 1534 Alessandro Farnese, conosciuto poi come Paolo III, venne eletto papa. Egli fu un abile diplomatico, che cercò di perseguire una politica di pacificazione tra le varie autorità ecclesiastiche.
Nel 1590 la rocca cadeva a pezzi, ma non venne mai restaurata. I papi avevano iniziato a recarsi sempre meno in quella che era stata la loro residenza estiva, e per decenni Montefiascone rimase nell'anonimato. Nel 1657 la città fu colta dalla peste, ma ogni precauzione risultò vana, tanto che la città perse 1 200 abitanti, ovvero circa 1/3 della popolazione di allora.
Nel 1695 la zona fu colpita da un sisma di notevole entità, che distrusse quasi completamente la vicina Civita. Anche a Montefiascone i danni furono notevoli, ma non si contarono vittime.
Nel 1687, la venuta del cardinale Marco Antonio Barbarigo fu provvidenziale. Egli riadattò il seminario di Montefiascone fino a farlo diventare uno dei più importanti del centro Italia. Lentamente però anche il seminario perse importanza, e il 26 maggio 1706 il cardinale morì.

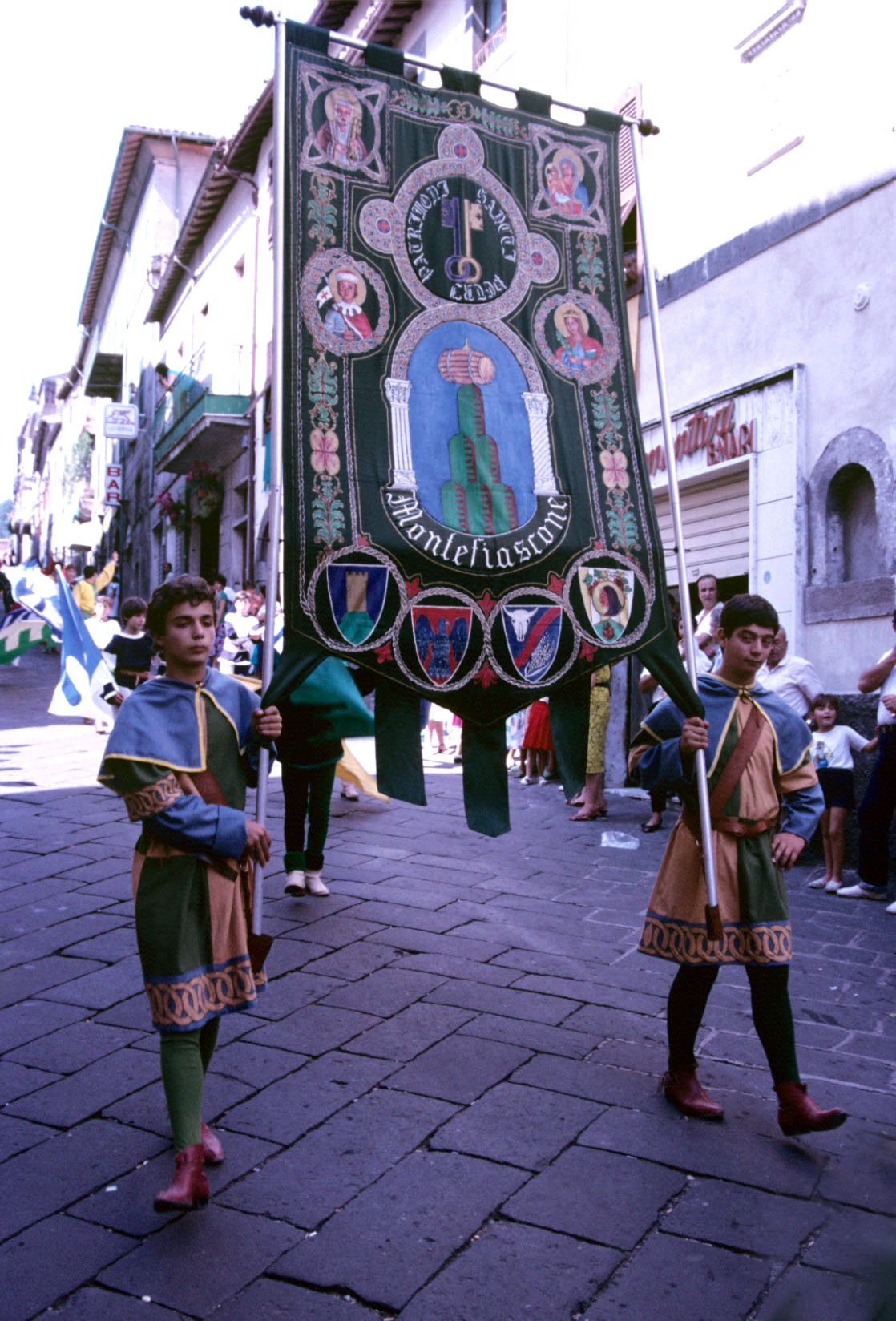
Stendardo di Montefiascone

Il 1º settembre 1719 il vescovo cardinal Pompilio Bonaventura celebrò a Montefiascone le nozze tra la principessa polacca Maria Clementina Sobieska e Giacomo Stuart, pretendente al trono d'Inghilterra. Non diverranno, tuttavia, sovrani. Nel 1731 la principessa donò un parato con ricami d'oro.
Nel 1797 Pio VI passò a Montefiascone in veste d'esiliato.
Nel 1798 i repubblicani francesi invasero lo stato pontificio, e, entrando a Montefiascone, razziarono il giardino del vescovato, distruggendo le cento statue di marmo che l'adornavano.
Nel 1860 Montefiascone fu assalita dai "Cacciatori del Tevere", ma le truppe papaline ripresero immediatamente il controllo della città. Gioachino Rossini vi ambientò la sua Cenerentola.
Nel 1870 Nino Bixio occupò la città senza trovare resistenza. La votazione per l'annessione al Regno d'Italia fu unanime: su 1473, 1469 furono per l'annessione, 4 votarono contro e 491 si astennero. Dopo otto secoli cessava di esistere il patrimonio di San Pietro in Tuscia. Con i nuovi amministratori venne ricostruita gran parte degli edifici e palazzi, costruite fogne, strade e l'acquedotto del Cimino. Montefiascone venne definita da molti la "perla dell'Alto Lazio", e fu un'ambita meta di villeggiatura per i primi decenni del Novecento.
Come molte altre città, anche Montefiascone pagò il suo contributo alla prima guerra mondiale: 20 caduti, tra cui il sindaco Oreste Borghesi.
Nel 1930 Lucia Filippini, fondatrice dell'ordine omonimo e grande benefattrice delle scuole locali, viene santificata. Le sue spoglie sono ancora oggi custodite nella cripta soggiacente la principale basilica di Montefiascone, Santa Margherita.
Negli anni trenta, la città fu anche oggetto di visita da parte di Mussolini, accompagnato da Italo Balbo.
Nel corso della seconda guerra mondiale, Montefiascone subì due bombardamenti aerei da parte delle truppe alleate, avvenuti nel maggio del 1944. Vi furono numerose vittime ed ingenti danni.
Nel 1958 venne istituita la Fiera del Vino. La fiera, ancora oggi uno degli eventi principali dell'estate montefiasconese (si tiene ogni anno ad agosto), celebra la storica vocazione agro-vinicola della città e il suo rinomato vino d.o.c. Est! Est!! Est!!!.

### Simboli
Lo stemma cittadino venne riconosciuto con decreto del Presidente del Consiglio dei Ministri del 24 luglio 1953. La sua blasonatura ufficiale è:
Con decreto del Presidente della Repubblica del 19 maggio 1954 veniva invece concesso il gonfalone civico consistente in un drappo di azzurro.
Il monte all'italiana è un tipico elemento parlante, mentre il fascio, di probabile origine etrusca, indica che Montefiascone è uno dei luoghi in cui potrebbe essere sorto anticamente il Fanum Voltumnae, santuario della Lega che raccoglieva le dodici città etrusche; questo stemma sarebbe stato «in uso da età imprecisata».
Il Comune non fa uso dello stemma ufficiale bensì di un'arma:
(Art. 2 dello Statuto comunale)
In questo caso entrambi gli elementi hanno una funzione parlante, la botte richiama in maniera più elegante il fiascone presente nella seconda parte del nome e la produzione di vino d.o.c. Est! Est!! Est!!! tipica della zona; anche con questo stemma si usa quale gonfalone un drappo di azzurro.

Stemma secondo il decreto ufficiale[24]
Gonfalone secondo il decreto ufficiale
Stemma in uso
Gonfalone in uso
Stemma in uso sul gonfalone

## Monumenti e luoghi d'interesse

### Architetture religiose
- Chiesa di S. Maria di Montedoro
- Chiesa di San Flaviano: confinata ai margini dell'abitato dal suo progressivo spostamento verso la sommità del colle, la chiesa continuò a vivere le vicende del castrum falisco. All'inizio del XIV secolo, alla chiesa romanica venne aggiunto un prolungamento ed una nuova facciata in stile gotico, inoltre vennero rialzate le navate laterali: successivamente vennero costruite anche le cappelle che si aprono oggi sul lato sinistro della chiesa. Al suo interno sono gelosamente conservati alcuni affreschi di scuola romana e toscana risalenti al XIV secolo, altri di scuola umbra del secolo successivo e la Cattedra di Urbano IV. È presente, inoltre, la tomba di Johannes Defuk, prelato tedesco al centro della leggenda dell'Est! Est!! Est!!.
- Cattedrale di Santa Margherita: insieme alla rocca costituisce l'elemento caratteristico del panorama di Montefiascone; la cattedrale è dedicata ad una giovinetta le cui spoglie erano giunte fortunosamente sul colle falisco dalla remota terra di Antiochia, dove era vissuta e morta per la fede cristiana. I lavori furono avviati intorno al secolo XV su ordine di Alessandro Farnese, poi Paolo III, su una chiesa già esistente, e vi presero parte artisti quali il Bramante e Antonio Sangallo il Giovane. Sembra sia stato proprio il Bramante a disegnare la pianta ottagonale, prendendo spunto dalla forma originale della vecchia costruzione. Tuttavia, a causa di ostacoli imprevisti quali la peste e le varie guerre, la costruzione venne portata a termine molto più tardi. Fatalità volle che a causa dei carboni usati per sciogliere la cera che serviva per l'organo, lasciati, sembra, proprio dall'organista, nel 1670 la grande chiesa si incendiasse irrimediabilmente. La ricostruzione iniziò immediatamente su ordine del cardinale Albertoni Altieri, vescovo della città, il quale sostenne tutte le spese. In quattro anni l'edificio venne completato di nuovo, e appariva ora più grande e sontuoso, grazie anche alla maestosa cupola, divenuta oggi simbolo della città.
- Chiesa di Sant'Andrea[28].
- Chiesa di Santa Maria delle Grazie[29]

### Architetture civili
- La Rocca dei Papi, che lega la sua genesi, il suo sviluppo e anche la sua decadenza ai rapporti di Montefiascone con vari pontefici. Nel periodo che risale alle invasioni barbariche il paese si vide costretto a rafforzare le difese ambientali con opere murarie che impedissero a eventuali aggressori di introdursi all'interno del centro abitato. Venne così eretta una grande e possente rocca con alte mura, all'interno delle quali si riversarono anche gli abitanti delle campagne. Presto essa divenne meta privilegiata di papi che, costretti a scappare dalla Roma assediata, la scelsero quale meta del loro esilio. Questa assidua presenza di personalità ecclesiastiche fece ben presto di Montefiascone una sede vescovile. La zona della Rocca rappresenta ancor oggi una delle principali attrattive del luogo.

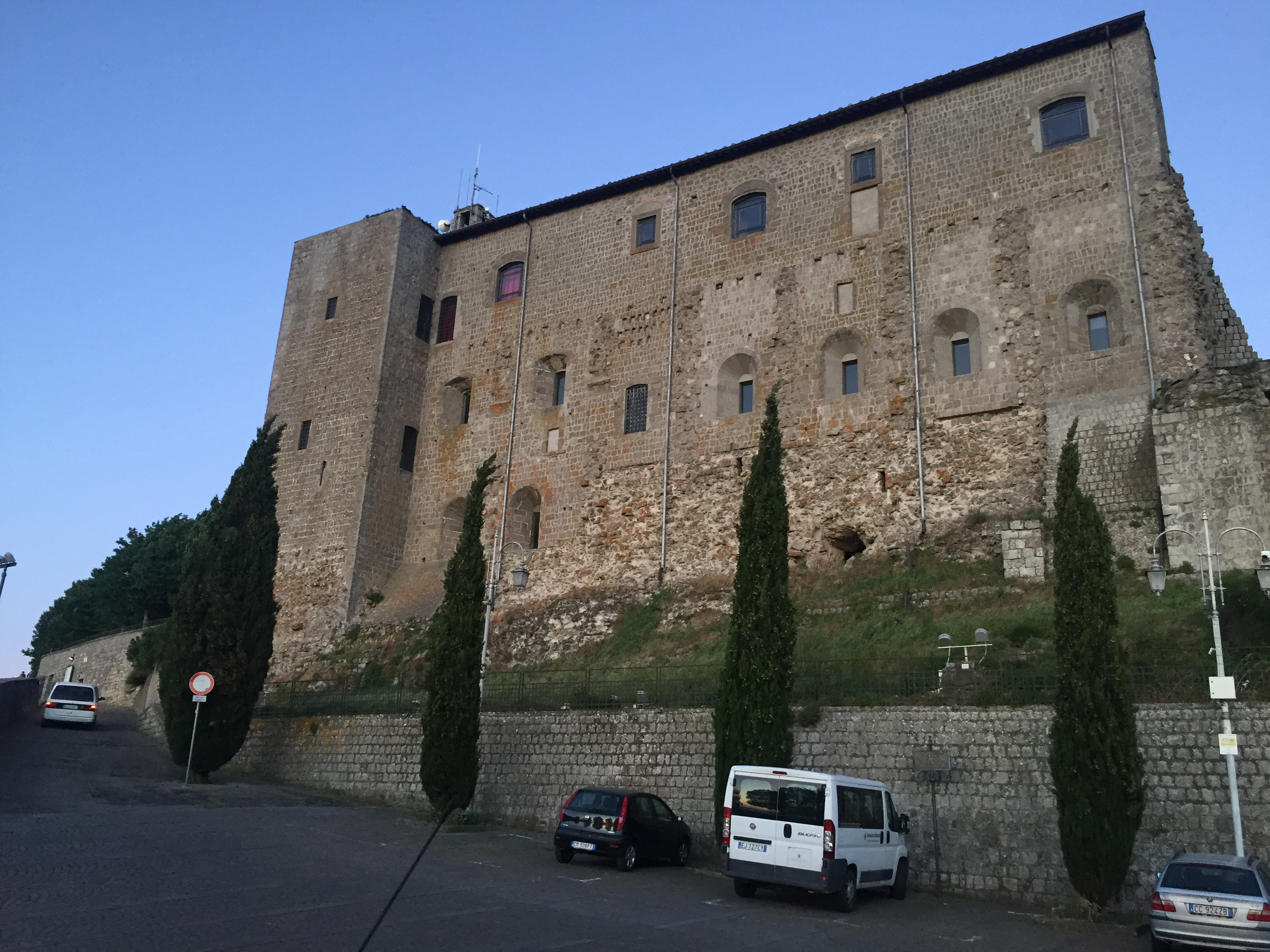
Rocca dei Papi

## Società

### Evoluzione demografica

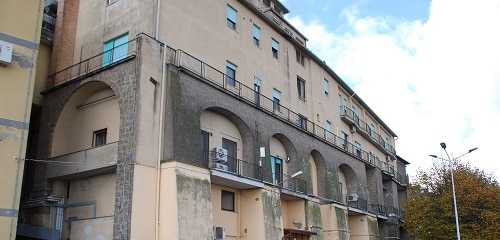
Azienda sanitaria locale di Viterbo, Ospedale di Montefiascone

Abitanti censiti

### Etnie e minoranze straniere
Al 31 dicembre 2022 la popolazione straniera era di 975 persone, pari al 7,53% degli abitanti.

### Istituzioni, enti e associazioni
- Azienda Sanitaria Locale Di Viterbo - Ospedale Civile di Montefiascone[33].
- Villa Margherita, Provincia Italiana Congregazione Figli Immacolata Concezione[34].
- Casa di Riposo Villa Serena[35].

## Cultura

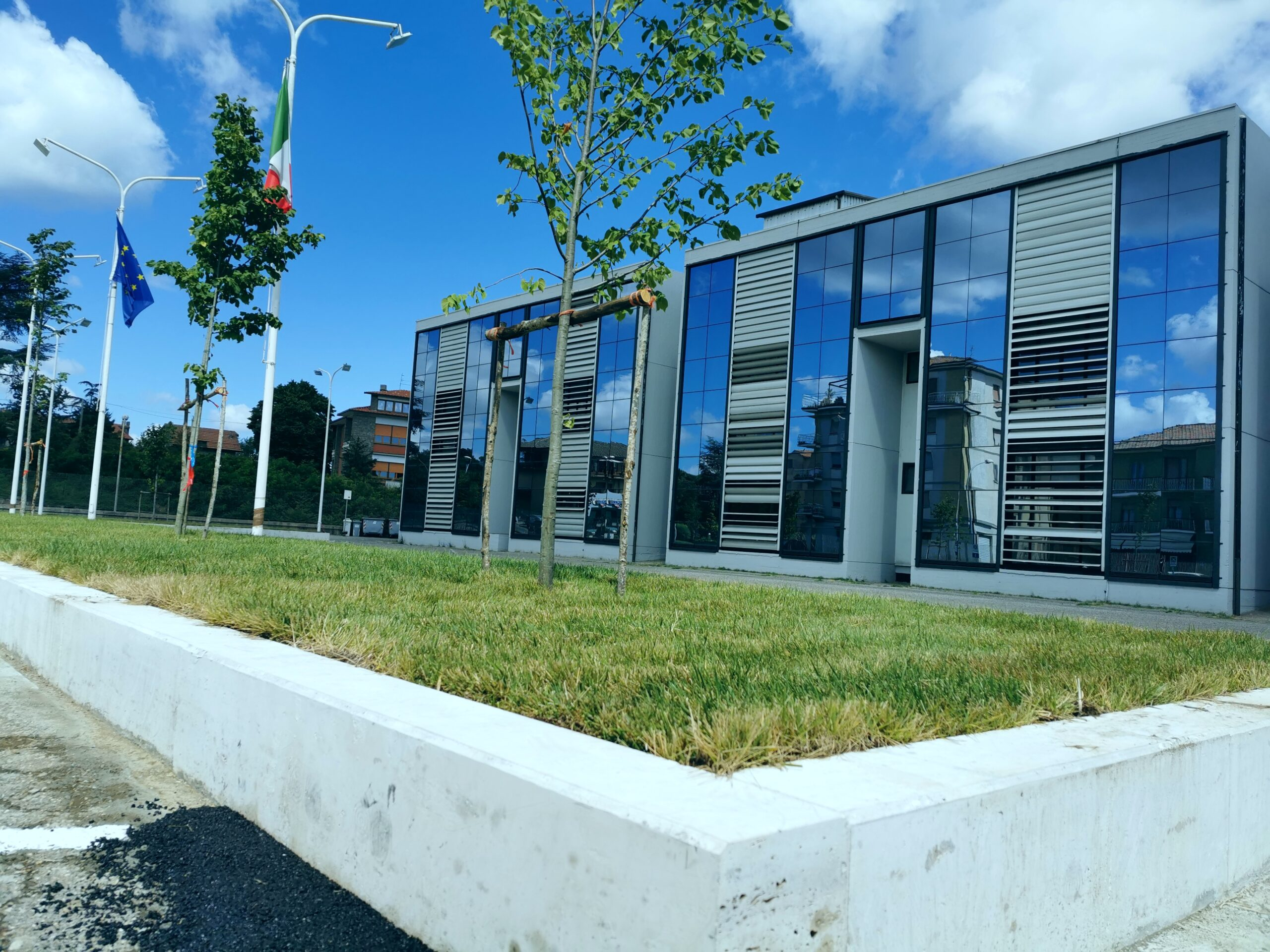
Istituto secondario Carlo Alberto Dalla Chiesa.

### Istruzione

#### Scuole secondarie di secondo grado
Le scuole secondarie di secondo grado presenti a Montefiascone sono statali
- L'IISS "Carlo Alberto Dalla Chiesa"[36], scuola statale, Istituto Tecnico Economico  e Tecnologico unito con Liceo Classico, Scientifico (tradizionale e opz. Scienze Applicate) e Linguistico.

Università
- IPU Istituto Universitario Progetto Uomo[37].

### Cucina
- Montefiascone è il luogo d'origine dell'Est! Est!! Est!!! di Montefiascone, un vino bianco italiano a Denominazione di Origine Controllata (DOC).

### Eventi
- Fiera del Vino (agosto); attorno all'anno 1111 Giovanni Deuc detto Defuk, alto prelato germanico amante del buon vino, incaricò il fedele servo Martino di cercare per lui il migliore. Martino partì per questa ricerca e per far capire al suo padrone che era stato in quel paese e che vi si trovava del buon vino, scriveva sulla porta della locanda Est! Che stava per c'è. Defuk, passando per i paesi visitati dal servo, si fermava dove trovava la scritta. Martino arrivato a Montefiascone rimase talmente colpito da questo vino da scrivere Est! Est!! Est!!!. Quando Defuk assaggiò quel vino non poté più smettere di gustarlo così che il troppo bere lo portò alla morte. Il prelato venne sepolto nelle basilica di San Flaviano, dove ancora oggi si trova la sua tomba, e prima di morire espresse il desiderio che ogni anno nella ricorrenza della sua morte venisse versato del vino sulla sua tomba, lasciando una grossa somma di denaro in lascito alla città affinché il rito venisse officiato. Da questa vicenda nasce il Corteo Storico falisco e viene tratta la manifestazione "Fiera del Vino", che si svolge ogni anno nel mese di agosto.
- "Est Film Festival", luglio.

### Musei
- Museo Antonio da Sangallo il Giovane all'interno dell'imponente Rocca dei Papi in Piazza Urbano V.

## Geografia antropica

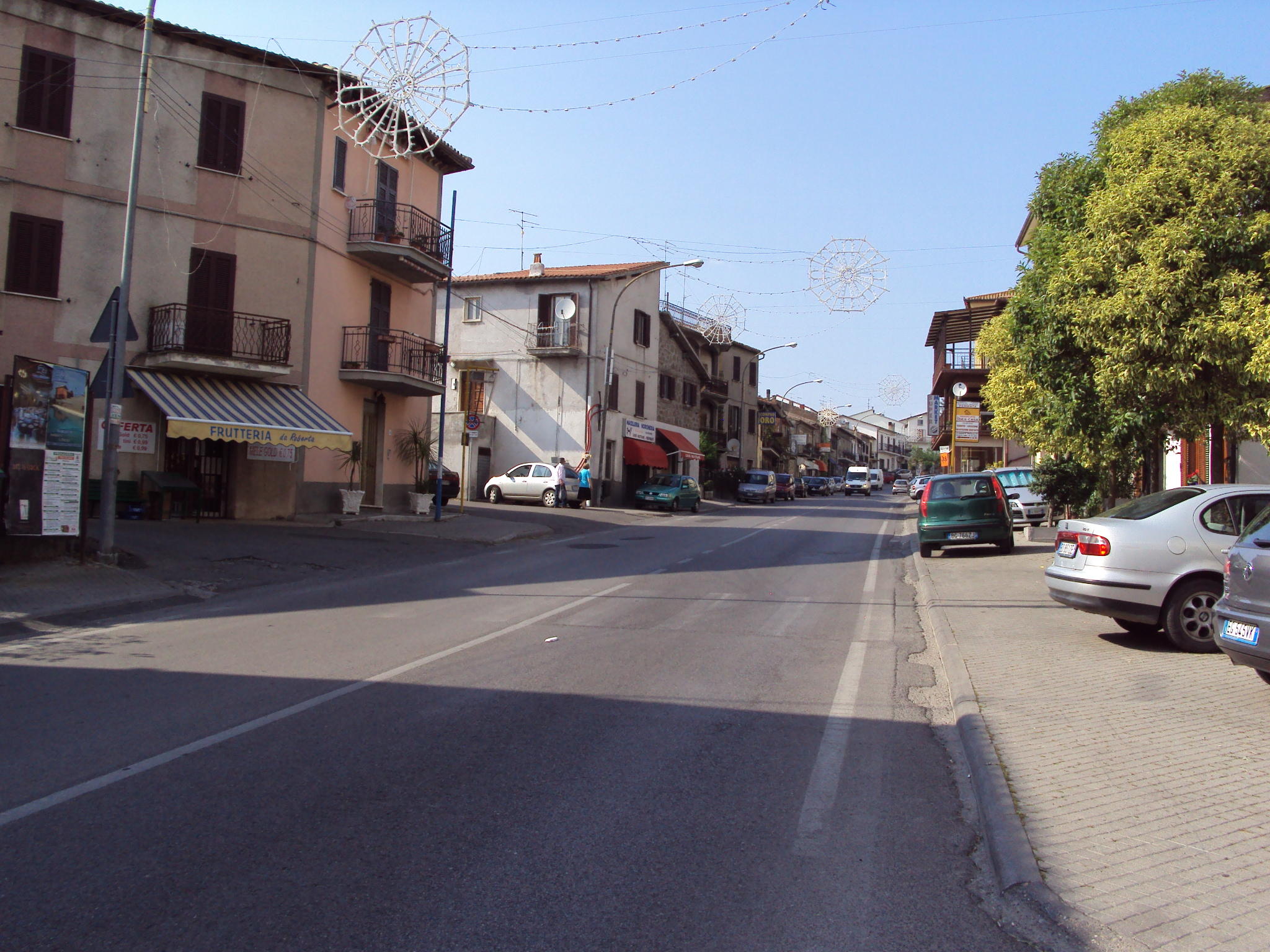
La Strada statale 2 Via Cassia a Zepponami.

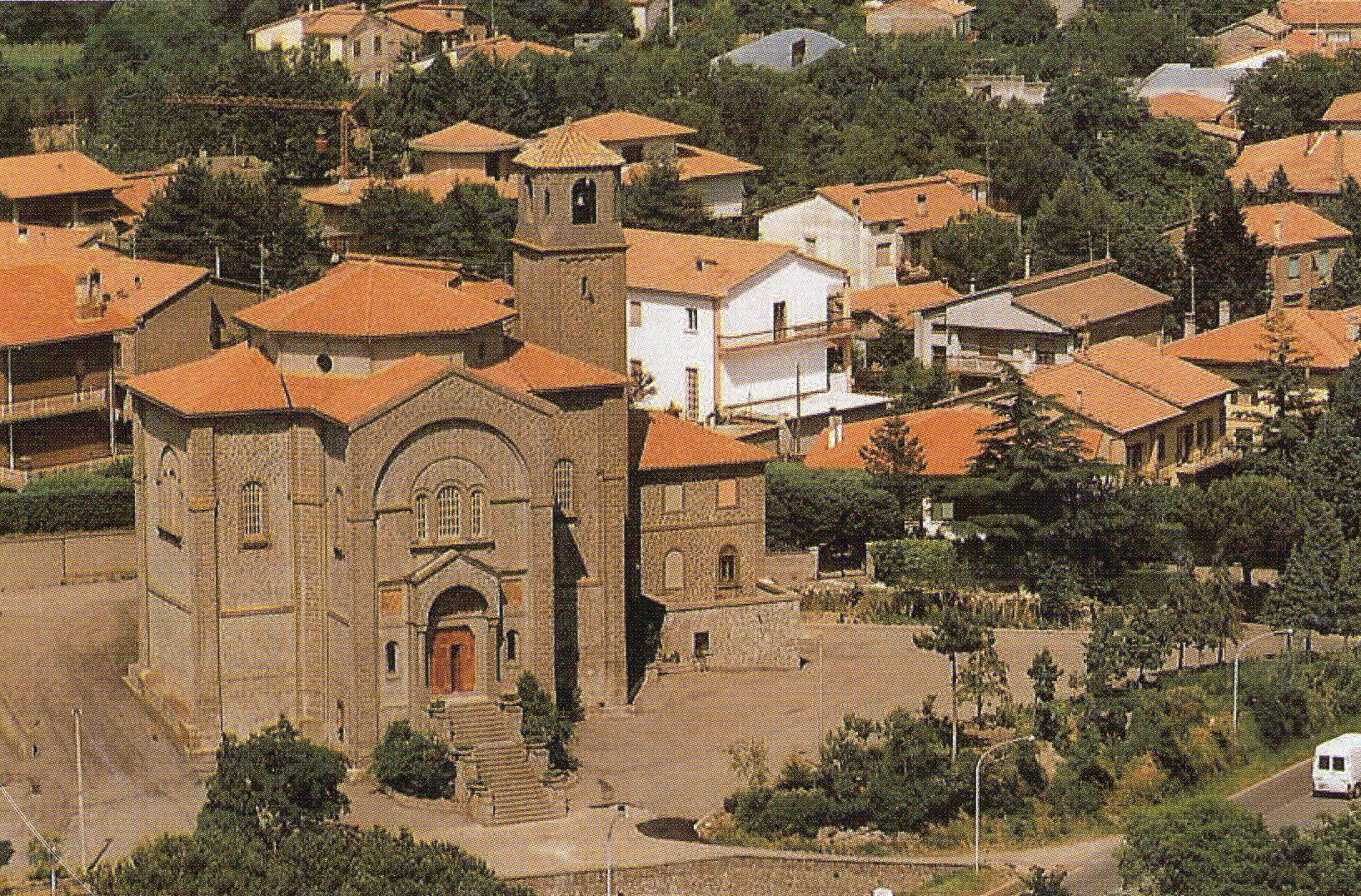
La frazione Le Coste.

### Frazioni

#### Le Mosse
La frazione di Le Mosse si è sviluppata intorno alla via Verentana, sul versante occidentale del colle falisco. La chiesa parrocchiale è quella di San Giuseppe lavoratore, al centro della frazione. In questa frazione si trova la pregevole Chiesa di S. Maria di Montedoro, progettata da Antonio da Sangallo il giovane.

#### Zepponami
Zepponami è situata sulla via Cassia, in direzione di Viterbo, a circa 2 km dal centro di Montefiascone. Si trova qui la stazione ferroviaria che inserisce la cittadina sulla linea Viterbo-Roma, consentendone il collegamento con la capitale.

#### Le Coste
Le Coste sono situate a poca distanza dal centro di Montefiascone, in direzione di Bolsena. È una delle frazioni più grandi insieme alle altre sopra menzionate, sede di uno dei due cinema di Montefiascone

## Economia
Di seguito la tabella storica elaborata dall'Istat a tema Unità locali, intesa come numero di imprese attive, ed addetti, intesi come numero addetti delle unità locali delle imprese attive (valori medi annui).
|               | 2015                  |                              |                            |                |                       |                     | 2014                  |                | 2013                  |                |
| ------------- | --------------------- | ---------------------------- | -------------------------- | -------------- | --------------------- | ------------------- | --------------------- | -------------- | --------------------- | -------------- |
|               | Numero imprese attive | % Provinciale Imprese attive | % Regionale Imprese attive | Numero addetti | % Provinciale Addetti | % Regionale Addetti | Numero imprese attive | Numero addetti | Numero imprese attive | Numero addetti |
| Montefiascone | 1.012                 | 4,33%                        | 0,22%                      | 2.250          | 3,79%                 | 0,15%               | 1.026                 | 2.319          | 1.034                 | 2.323          |
| Viterbo       | 23.371                |                              | 5,13%                      | 59.399         |                       | 3,86%               | 23.658                | 59.741         | 24.131                | 61.493         |
| Lazio         | 455.591               |                              |                            | 1.539.359      |                       |                     | 457.686               | 1.510.459      | 464.094               | 1.525.471      |

Nel 2015 le 1.012 imprese operanti nel territorio comunale, che rappresentavano il 4,33% del totale provinciale (23.371 imprese attive), hanno occupato 2.250 addetti, il 3,79% del dato provinciale (59.399 addetti); in media, ogni impresa nel 2015 ha occupato due persone (2,22).

## Infrastrutture e trasporti

### Ferrovie
La stazione di Montefiascone è collocata sulla Ferrovia Viterbo-Attigliano-Orte. Vi effettuano fermata treni regionali in servizio navetta tra Viterbo e Orte e tutte le coppie di treni regionali veloci Viterbo Porta Fiorentina-Orte-Roma Termini che, transitando sulla Ferrovia "Direttissima", offrono la possibilità di raggiungere la mattina Roma e la sera Montefiascone da Roma Termini in circa 1 ora e 20 minuti senza cambio.

### Strade
Montefiascone è attraversata dalla SS2 Cassia;
è collegata tramite la Strada Provinciale 8 Verentana, a Marta e Capodimonte.
Ha origine a Montefiascone la Strada statale 71 Umbro Casentinese Romagnola che collega la città a Ravenna.
A 25 km di distanza dal centro è presente lo svincolo Montefiascone - Bagnaia (Viterbo), della Strada statale 675 Umbro-Laziale. La tratta attualmente in esercizio collega Terni, Orte e Viterbo per terminare nei pressi di Monte Romano, mentre il tratto ancora in fase di realizzazione condurrà fino all’Autostrada Tirrenica, innestandosi tra Tarquinia e Civitavecchia. Essa presenta caratteristiche di superstrada per tutto il suo percorso, quindi con carreggiate separate e due corsie per senso di marcia.

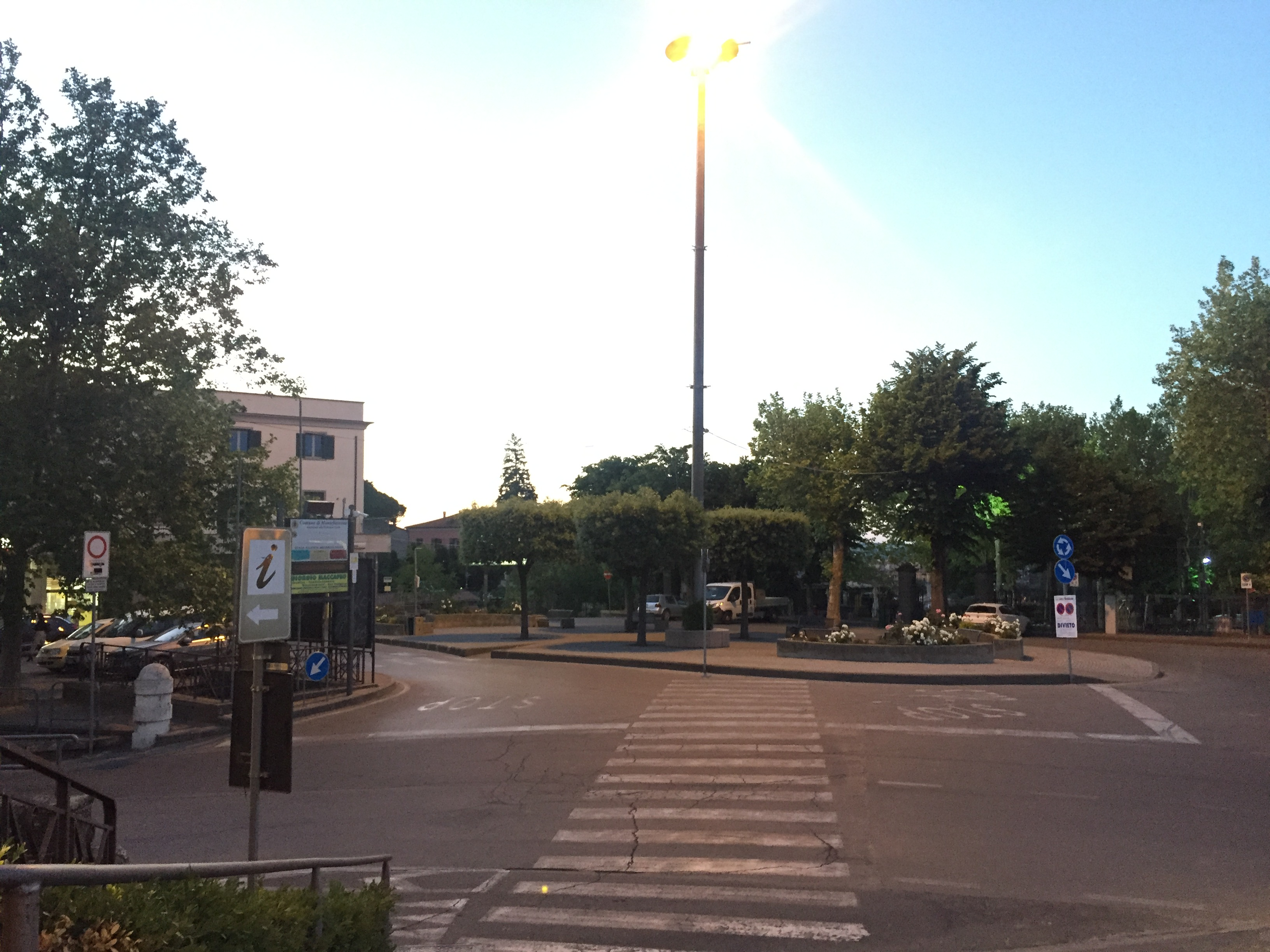
Piazzale Roma, capolinea delle linee urbane cittadine

### Mobilità urbana
La mobilità urbana è gestita da Italviaggi s.r.l. Gruppo Polidori, i trasporti interurbani invece, vengono svolti con servizi regolari di autobus gestiti dalla COTRAL.

## Amministrazione

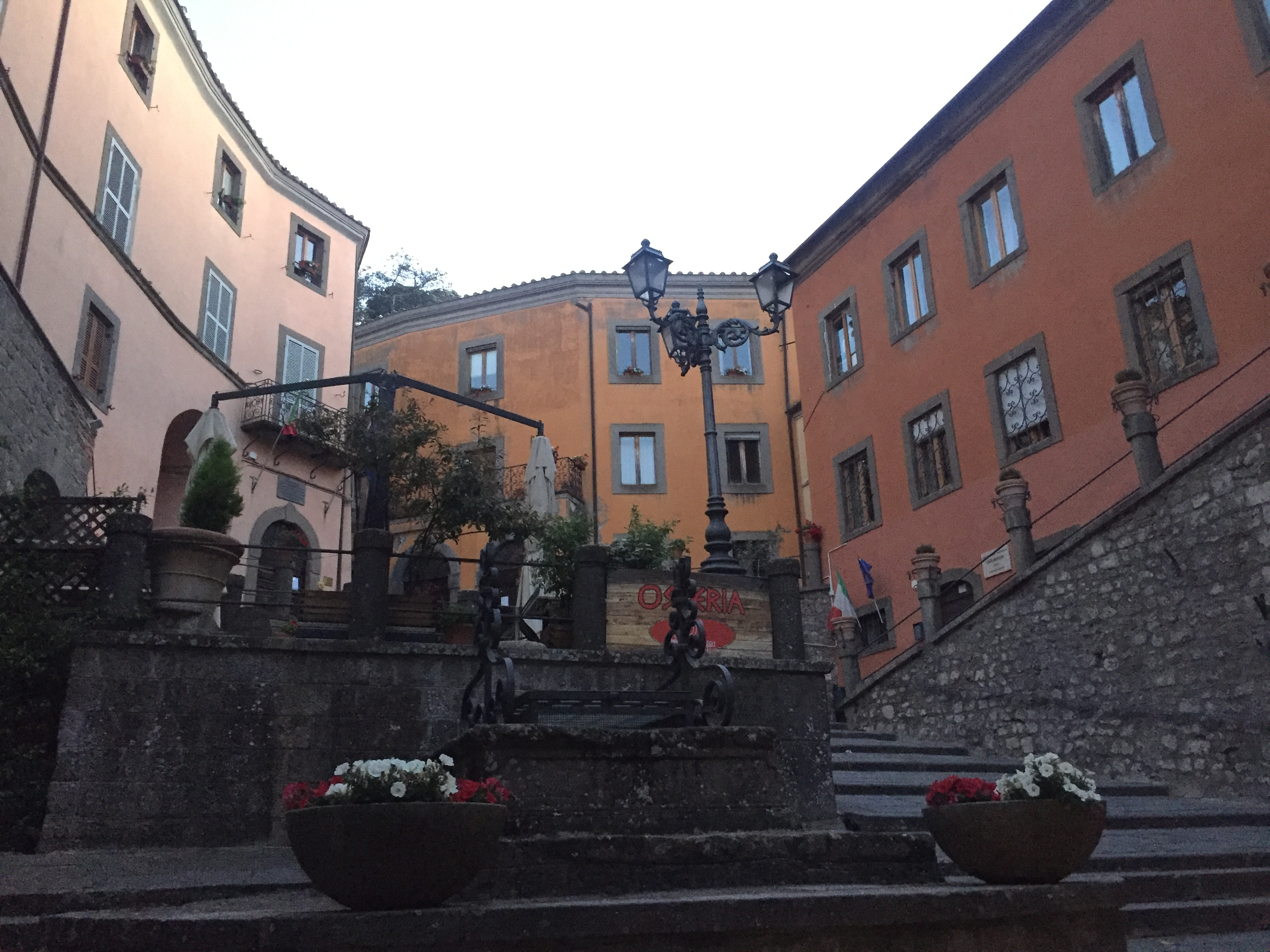
Largo del Plebiscito, con la sede comunale di Montefiascone

Nel 1927, a seguito del riordino delle circoscrizioni provinciali stabilito dal regio decreto n. 1 del 2 gennaio 1927, per volontà del governo fascista, quando venne istituita la provincia di Viterbo, Montefiascone passò dalla provincia di Roma a quella di Viterbo.

### Gemellaggi
- Sannat, dal 2016[40]
- Ergoldsbach, dal 2006[41]

## Sport

### Baseball
- Montefiascone Baseball Club 1967.

### Calcio
- A.S.D. Montefiascone (colori sociali giallo verde) che, nel campionato 2021-22, milita nel campionato maschile di Promozione.[42]

### Ciclismo
A luglio ospita la Granfondo dell'Est! Est!! Est!!!, competizione di mountain bike che si svolge tra Montefiascone, Bagnaia e il lago di Bolsena.

### Impianti sportivi
- Campo sportivo comunale.[44]
- Il Palazzetto dello Sport.[45]
- Campo da Baseball comunale[46]